# Reloj astronómico de Rostock
El reloj astronómico de Rostock es una obra realizada por Hans Doring vel Düringer entre 1470 y 1472. Está ubicado en la Iglesia de Santa María de Rostock (Mecklemburgo-Pomerania Occidental, Alemania).

## Historia

### Reloj precedente
Hay constancia de la existencia de un reloj anterior al actual: en el libro de cuentas correspondiente al periodo 1379-1380 figura una anotación de «212 1/2 marcos» por la construcción de un reloj y su caja. Un maestro relojero de Lübeck de nombre desconocido (se cree que pudo ser Nikolaus Lilienfeld): 59  recibió el encargo de la obra, cuyo coste representó alrededor del 6% del gasto anual de la ciudad de Rostock en ese entonces. Aunque no hay ningún documento que indique dónde fue instalado el reloj, se cree que fue emplazado en la Iglesia de Santa María debido a que el 22 de noviembre de 1379 se fundió para el templo una campana destinada a dar la hora la cual aún se conserva; la creación de esta campana al mismo tiempo que se fabricaba el reloj hace suponer que ambos elementos estaban relacionados. A mayores, en numerosas ciudades hanseáticas fue común hasta 1435 la instalación de relojes astronómicos en las principales iglesias y catedrales, siendo la Iglesia de Santa María la más importante de Rostock en ese momento. El emplazamiento del reloj pudo ser el muro occidental de la nave, lugar que posteriormente ocuparía el órgano, o el coro, situado a espaldas de la capilla mayor (ambas zonas solían ser utilizadas en los templos hanseáticos para la ubicación de estas piezas). La anotación del libro de cuentas es el único dato que se conserva sobre el reloj, el cual se cree que resultó gravemente dañado en 1398 con motivo de la reconstrucción de la iglesia para convertirla en basílica.: 24 

### Reloj actual
Entre 1464 y 1470 Hans Doring vel Düringer trabajó en la construcción del reloj astronómico de Gdansk, recibiendo en 1470 el encargo por parte de las autoridades de Rostock de elaborar una pieza similar o incluso superior. Para 1472 la obra estaba tan avanzada que el 26 de octubre los obispos Werner von Schweri y Michael von Simbalium prometieron cuarenta días de indulgencia a todos aquellos que hubiesen contribuido a la construcción tanto de la iglesia (especialmente la finalización del techo de cobre) como del reloj,: 24  hecho del que se deduce que la pieza fue completada poco después, posiblemente ese mismo año. Dado que se hallaba detrás de la capilla mayor (lugar que sigue ocupando a día de hoy), en 1472 se construyó para la parte alta del reloj astronómico un reloj secundario el cual estaba orientado al oeste y era visible desde la nave, contando al parecer con varios autómatas; esta pieza sería trasladada en 1621 a la parte frontal del interior de la torre, directamente bajo el órgano, donde dos autómatas representativos de la Virgen y un ángel fungían como tañedores para los cuartos de hora. La familiaridad con la que Vicke Schorler habla de estos autómatas en su crónica hace pensar que estas figuras debieron ser muy conocidas en su momento: se cree que el reloj poseía en origen un diseño de carácter ornamental y que se hallaba plenamente integrado en la capilla mayor, formando parte de la iconografía de la misma. Cabe destacar que la primitiva capilla se encontraba en una posición más baja con respecto a la actual, construida en 1720, año a partir del cual la parte superior del reloj astronómico dejó de ser visible desde la nave (se conserva un farol de madera construido para él en 1643 el cual permanece sin función alguna desde 1720).

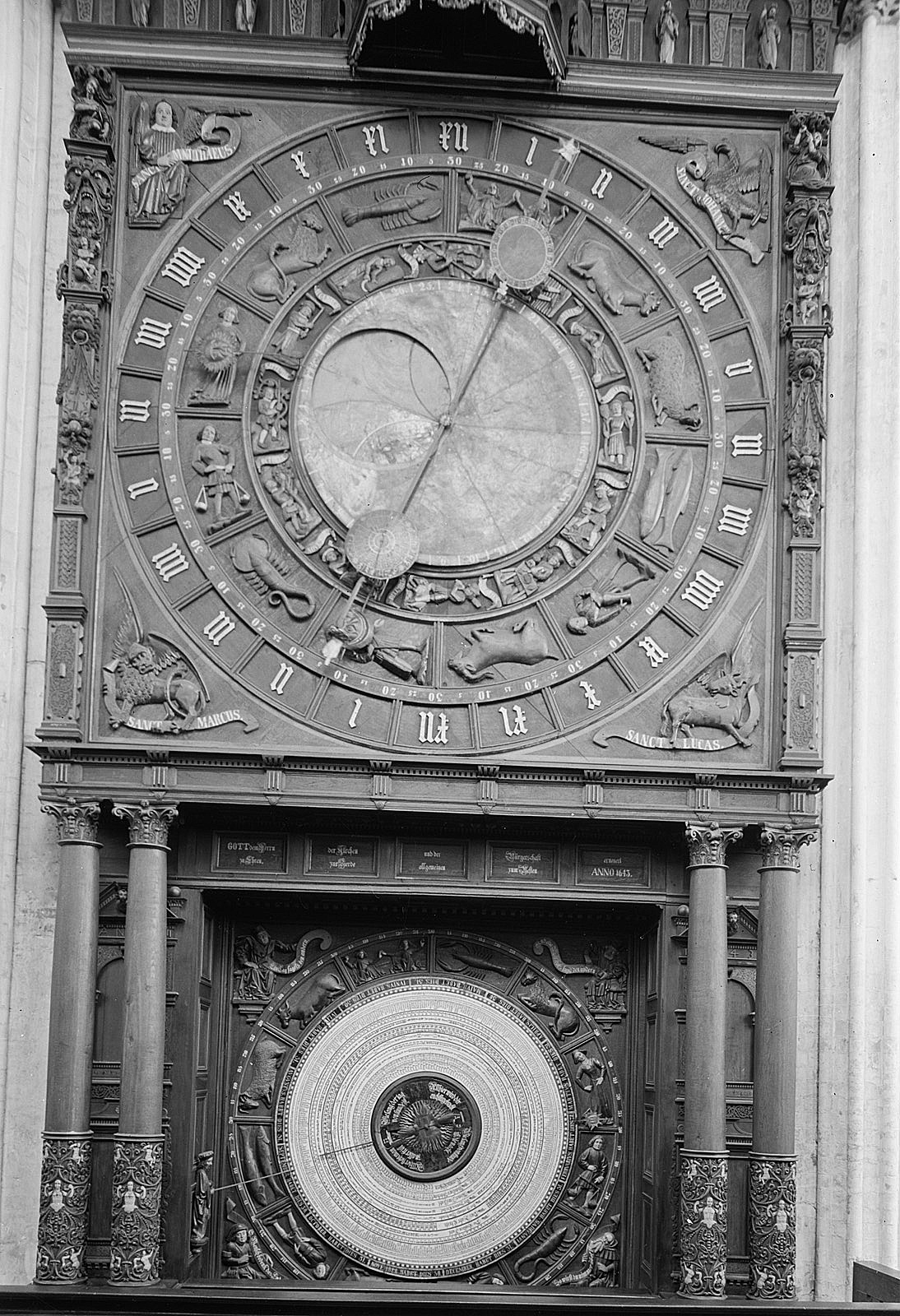
El reloj astronómico hacia 1970.

Después de la Contrarreforma los relojes de Gdansk y Rostock cayeron en el olvido al ser considerados objetos católicos y papales, si bien a diferencia del de Gdansk el reloj de Rostock fue objeto de una labor de restauración en el siglo xvii, tarea estrechamente ligada al movimiento contrarreformista. Redescubierto hacia 1620 como un tesoro urbano a la vez que eclesiástico, en primer lugar se procedió a cambiar la ubicación del reloj secundario (se trasladó de la parte superior del reloj astronómico al muro oeste de la nave y de allí a la torre), llevándose a cabo sobre él una labor de reconstrucción y modernización: se reemplazó el cuadrante original de 24 horas por uno de 12, se instalaron nuevos mecanismos, uno de relojería y otros dos sonoros (uno para las en punto y otro para los cuartos), y se acortó el recorrido hacia la campana de la torre a la cual estaba conectado. Entre 1641 y 1643, tal y como consta en dos paneles ubicados a ambos lados de la estructura, el relojero Lorenz Borchardt, el carpintero Michel Grote, el tallista Andreas Brandenburg y el pintor Karl Wilbrandt llevaron a cabo la reparación del reloj astronómico: a nivel externo fue rediseñado para dotarlo de un estilo renacentista tardío, predominando los ideales contrarreformistas en lo relativo a la iconografía, si bien tanto el cuadrante como el marco del calendario son los originales de 1472. La restauración, acometida durante la Guerra de los Treinta Años, supuso un desembolso total de 949 florines tanto en mano de obra como en materiales, siendo 170 florines donados por la iglesia y diversas personalidades de la ciudad. Destaca el hecho de que una de las inscripciones presentes en los pilares situados a un costado del mecanismo indica la participación en la maquinaria con anterioridad a Borchardt del matemático y astrónomo Jacob Varmeyers, muerto en 1631 a causa de las torturas a las que fue sometido por haber asesinado ese mismo año al coronel Heinrich Ludwig von Hatzfeld: «Año 1643 este mecanismo es creado y reemplazado [...] sobre la parte de Jacob Varmeyers». En 1710 el sistema de cuerda de contrapeso sería sustituido por un mecanismo de péndulo,: 25  manteniéndose el mueble que contiene el reloj inalterado hasta el día de hoy pese al grave deterioro sufrido en 1835, cuando se llevaron a cabo importantes obras en las bóvedas del coro; durante estas reformas el reloj no fue protegido de ninguna manera, quedando expuesto a la suciedad y al polvo, los cuales se acumularon de tal forma que el reloj se detuvo y las campanas de la sonería se rompieron. Los gastos en las bóvedas así como en el órgano, y en general la renovación de toda la iglesia en 1842, provocaron el colapso de las arcas parroquiales, motivo por el que no se pudo reparar el reloj.
En 1877 surgió el problema de la caducidad de la información mostrada en el calendario (este contaba con datos para el periodo 1745-1877); con el fin de que esta parte no quedase obsoleta, en 1885 se dispuso de una importante dotación económica así como de expertos para arreglarla (tarea en la que se tomaron como referencia principalmente los datos del calendario del reloj de Lübeck), ocupándose el organero Carl Börger y el pintor Hendricus Jansen de la reconstrucción tanto del interior como del exterior del reloj, el cual volvió a funcionar tras 50 años inoperativo. Entre los numerosos trabajos efectuados se examinó de forma minuciosa cada una de las partes del mecanismo, se volvieron a fundir las campanas y se eliminó la policromía al temple azul y blanca aplicada en 1745 por los maestros pintores Haack y Wagener. En el marco de la Segunda Guerra Mundial, tanto la iglesia como el reloj sobrevivieron al bombardeo ocurrido en abril de 1942 gracias a la toma de medidas preventivas por parte del encargado de la torre Friedrich Bombowski y su hija Ursula. Poco después, en la primera mitad de 1943, el reloj fue tapiado con hormigón para protegerlo, no volviendo a ser mostrado al público hasta finales de 1951. En 1974 el restaurador de metales Wolfgang Gummelt empezó a intervenir de forma exhaustiva el mecanismo, labor que culminaría en 1977,: 18  siendo hasta la fecha la última restauración efectuada sobre el reloj.

## Descripción
Al igual que muchos otros relojes astronómicos de la época, el de Rostock está dividido en tres partes: cuadrante, calendario y autómatas. Ubicado en el deambulatorio, entre dos pilares detrás de la capilla mayor, el reloj posee una altura total de once metros.: 59 

### Exterior

#### Cuadrante

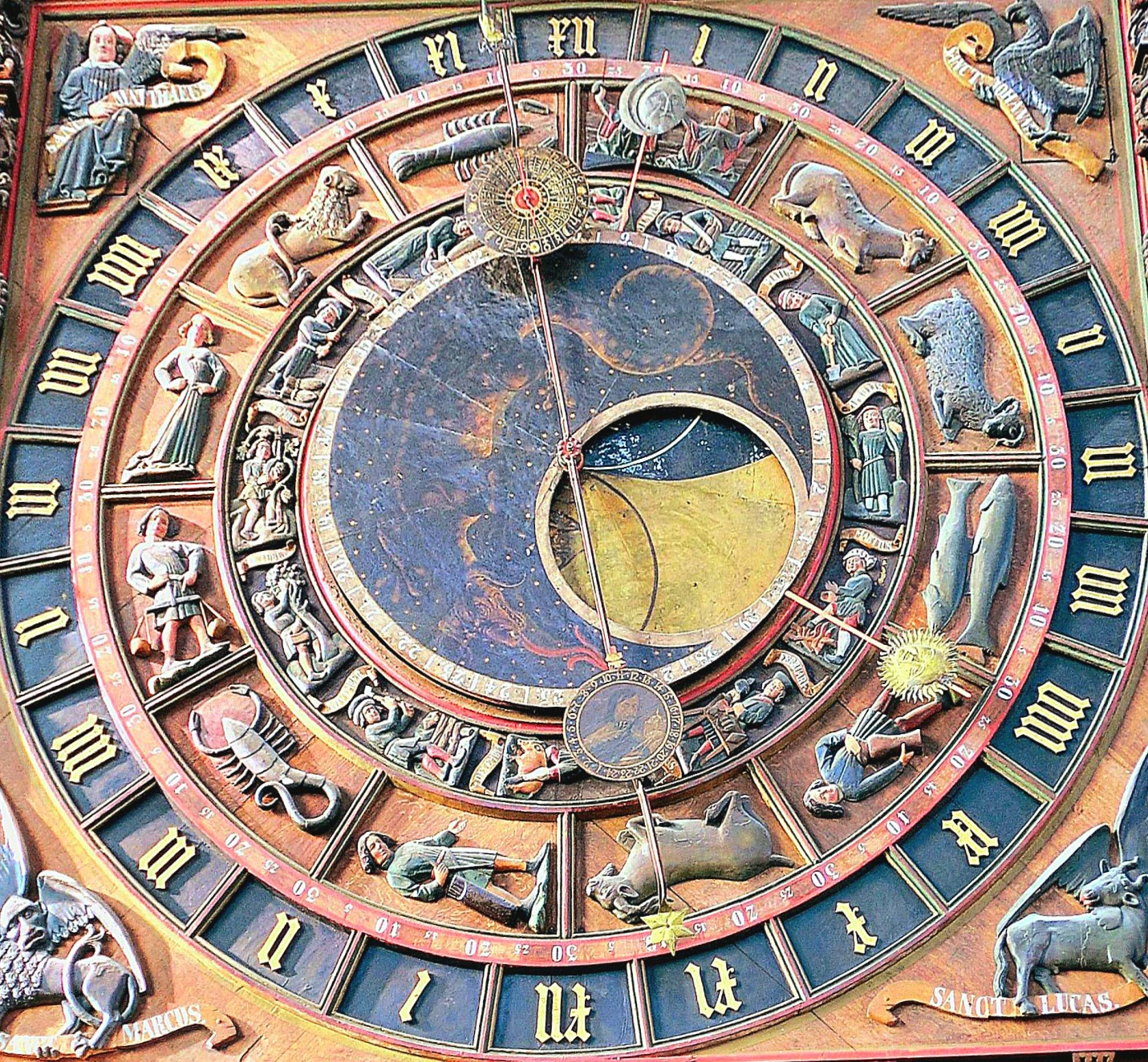
Cuadrante.

El cuadrante del reloj mide poco más de 16 m² y data de 1472, siendo junto con el marco del calendario y el mecanismo la única parte original. Los elementos más destacados son las figuras talladas, la manecilla y los anillos; todo ello proporciona una base para indicar el tiempo así como detalles astronómicos y astrológicos. La hora aparece señalada de una forma bastante peculiar que puede resultar compleja: compuesto el cuadrante por cinco anillos, el exterior cuenta con dos secciones numeradas del uno al doce a derecha e izquierda, disponiendo a su vez de una única manecilla la cual indica la hora. Esta manecilla da un giro completo cada 24 horas y posee dos indicadores: una mano en un extremo y una estrella en el otro, si bien ambos marcan la misma hora aunque cada uno en una sección distinta (la mano figura en la sección superior durante el día y en la inferior durante la noche). En lo relativo a la astronomía y la astrología, hay dos anillos con figuras en relieve y un anillo con números, destacando a mayores dos discos superpuestos los cuales tienen acoplada una varilla cada uno y giran alrededor del centro del cuadrante, con el disco externo numerado en el margen del 1 al 29 para indicar el ciclo lunar. De los dos anillos con figuras, el más grande muestra los signos del Zodíaco, mientras que el anillo inmediato exterior los divide de cinco en cinco grados hasta el número 30. El signo Géminis se halla ubicado arriba a la derecha seguido en el sentido de las agujas del reloj por Tauro, Aries, Piscis, Acuario, Capricornio, Sagitario, Escorpio, Libra, Virgo, Leo y Cáncer. Dentro del anillo de los signos zodiacales se ubica otro anillo con figuras representativas de los meses, empezando con enero abajo a la derecha y siguiendo hasta diciembre en el sentido contrario a las agujas del reloj: enero aparece representado por un caballero elegante cenando; febrero por un hombre calentándose frente al fuego; marzo por un hombre plantando dos árboles; abril por una mujer cavando; mayo por un granjero sembrando; junio por un segador cortando la hierba con una guadaña; julio por una granjera cortando maíz con una hoz; agosto por un granjero desgranando maíz con un mayal; septiembre por un viticultor cosechando vides; octubre por un hombre recogiendo manzanas, noviembre por un hombre cortando leña; y diciembre por un hombre matando un cerdo.
En lo tocante a la manecilla, esta posee dos pequeños discos. El disco más próximo a la estrella muestra al senador Zacharias Sebes, quien prestó importantes servicios para la reconstrucción del reloj, siendo la imagen que lo representa creada en conmemoración a esta labor. En el margen de este disco, en cuya parte posterior hay pesos que garantizan una determinada posición, se halla un anillo con números del uno al veinticuatro: el disco va rotando para indicar las horas en lo que constituye un reloj en miniatura dentro de otro reloj. Esta miniatura fue presumiblemente construida en 1472 aunque con una imagen diferente, la cual sería cambiada por la actual en 1650, año de la muerte de Sebes, quien además de matemático y astrólogo fungió como concejal de Rostock a partir de 1638, por lo que cabe la posibilidad de que fuese el verdadero artífice de la reconstrucción, habiéndose limitado Borchardt únicamente a seguir sus indicaciones. Por su parte, en el disco más próximo a la mano se encuentra un reloj astrológico estilo regencia; en contraste con el otro disco, este es movido por un engranaje que hace posible que cada hora uno de los 28 sectores en los que se divide pase por la manecilla roja con la que cuenta el disco. Cada uno de estos sectores posee el nombre y el signo de uno de los siete planetas del sistema solar de acuerdo con la teoría geocéntrica, todos ellos repetidos tres veces: Mercurio, Venus, Marte, Júpiter, Saturno, el Sol y la Luna. La función de este disco es mostrar las horas planetarias mediante la premisa de que el planeta correspondiente a la primera hora después de medianoche es así mismo el planeta correspondiente al día, dándole su nombre: «Soll» («Sol») para el domingo; «Lvna» («Luna») para el lunes; «Mars» («Marte») para el martes; «Mercvr» («Mercurio») para el miércoles; «Jvpiter» («Júpiter») para el jueves; «Venvs» («Venus») para el viernes y «Satvrn» («Saturno») para el sábado.
Respecto a los dos discos superpuestos, el disco externo luce pintados un dragón y varias estrellas, contando a su vez con una varilla en cuyo extremo figura una imagen representativa del Sol la cual indica su posición; esta varilla pasa por todos los signos zodiacales así como por todos los meses, mostrando de esta forma su ubicación en el Zodíaco y la fecha aproximada. Respecto al disco interno, este posee una varilla con una imagen de la Luna; parte de este disco puede verse a través de un orificio circular en el disco que lo cubre, gracias a lo cual se puede conocer la fase de la Luna: si hay luna llena aparecerá una cara brillante simbolizando el satélite, mientras que si hay luna nueva se verá una cara oscura,: 32  divisándose también en mayor o menor medida una luna dorada en función del ciclo lunar. Este último disco gira 360° en 27,32 días (mes sideral), mientras que la varilla sujeta a él pasa por todos los signos zodiacales al igual que la varilla del disco externo, la cual se mueve entretanto en la misma dirección: si hay luna nueva (cero días del ciclo lunar) ambas varillas quedan una sobre otra, mientras que si hay luna llena (alrededor de quince días) las varillas se hallan en lugares opuestos, formando un ángulo recto cuando hay luna creciente o menguante y pasando un total de 29,53 días (mes sinódico) hasta que ambas varillas se superponen.
La reforma acometida entre 1641 y 1643 trajo consigo la inclusión de nuevos elementos, en el caso del cuadrante los símbolos de los Evangelistas: arriba a la izquierda un ángel (San Mateo), abajo a la izquierda un león alado (San Marcos), arriba a la derecha un águila (San Juan) y abajo a la derecha un toro alado (San Lucas). Destaca el hecho de que las dos figuras de la parte alta se hallan sobre puertas que tras la restauración del siglo xvii perdieron su funcionalidad; este detalle resulta trascendental para vincular los relojes de Rostock y Gdansk, ya que este último conserva su diseño original y exhibe también dos puertas encima del cuadrante las cuales se abren cada día poco antes de las 12:00 horas para mostrar dos escenas bíblicas: la Anunciación y la Adoración de los Reyes Magos. Esto lleva a pensar que las puertas del reloj de Rostock pudieron tener en origen una función similar que se perdería tras la Contrarreforma y sería reemplazada durante la Guerra de los Treinta Años por las imágenes de los Evangelistas. A mayores, resulta probable que inicialmente se hallase sobre el cuadrante una sección similar a la del reloj de Gdansk, el cual cuenta con dos plataformas con autómatas de los Evangelistas y los apóstoles así como con figuras de Adán y Eva; esta sección se habría deteriorado entre los siglos xvi y xvii, siendo sustituida por la actual en la restauración de los años 1641-1643.

#### Calendario

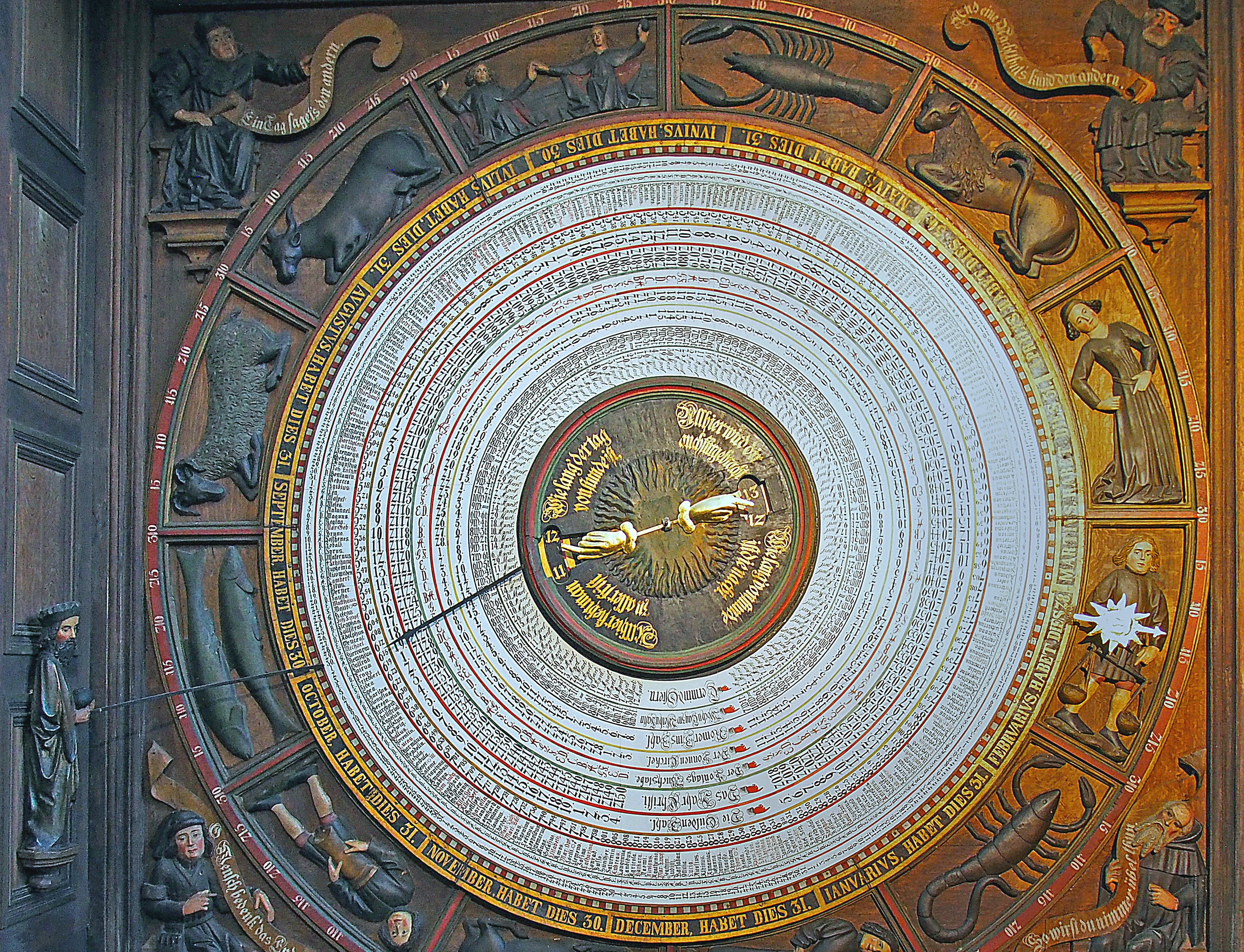
Calendario.

El calendario actual constituye el quinto creado para el reloj: el primero data de 1470-1472, el segundo de 1643 (calculado para el periodo 1643-1744), el tercero de 1744 (calculado por el teólogo Johann Hermann Becker para el periodo 1745-1877) y el cuarto de 1885 (el cual comprendía hasta el año 2017 gracias a que la franja temporal fue ampliada de 133 a 140 años por el relojero Andreas Schönfeldt).: 18  El calendario actual, fechado de 2018 a 2150, fue calculado por el académico Manfred Schukowski y entregado al ayuntamiento y a la iglesia en 1994, siendo las inscripciones realizadas en 2009 y el calendario instalado el 1 de enero de 2018, ceremonia que marcó el inicio de las celebraciones del 800.º aniversario de la ciudad.
El día aparece señalado a la izquierda por una talla de un hombre portando un bastón, figurando en las cuatro esquinas del panel imágenes en relieve; estas imágenes representan a eruditos y aparecen también en otros relojes de la era hanseática, como los de Doberan, Lübeck, Lund, Stendal y Stralsund. Las inscripciones presentes en las bandas que sujetan los personajes eran en un principio diferentes a las actuales; probablemente consistían en el nombre del erudito escrito en latín, siendo reemplazadas por frases bíblicas acorde al protestantismo de Rostock de mediados del siglo xvii. Estas frases son, empezando arriba a la izquierda y en el sentido de las agujas del reloj: «Ein Tag saget's den andern» («un día emite palabra a otro»); «Und eine Nacht thut's kund den andern» («y una noche a otra declara sabiduría); «O Mensch bedenk' das Ende» («así que considera el fin»); «So wirst du nimmer übel thun» («y nunca más volverás a hacer el mal»). Cabe destacar que las dos primeras leyendas fueron extraídas del Salmo 19:2 mientras que las dos últimas pertenecen al versículo 36 del capítulo 7 del Libro de la Sabiduría de Jesús ben Sirá. Al igual que el cuadrante, el calendario, con un diámetro de dos metros y compuesto por quince anillos, cuenta en el 2.º de ellos con los signos del Zodíaco, casi con total seguridad elaborados en el mismo taller y al mismo tiempo que los otros, si bien las figuras del calendario aparecen posicionadas a la inversa con respecto al cuadrante, indicando una manecilla la posición del Sol en el anillo más al exterior, donde figura la siguiente franja numérica para cada signo: 15/115/210/215/310.
La gran cantidad de datos contenidos en el calendario puede resultar confusa en un principio: la información mostrada en los seis anillos exteriores sin contar los dos más hacia fuera concierne a los 365 días del año, mientras que los datos presentes en los siete anillos interiores pertenecen sección por sección al periodo comprendido entre 2018 y 2150. Respecto al grupo de anillos exteriores, el 3.º (situado inmediatamente después de los signos zodiacales en dirección al centro del calendario) muestra los meses del año y cuántos días tiene cada uno, figurando en el anillo contiguo 366 segmentos rojos y blancos. El 5.º anillo presenta los días, no existiendo el día 29 de febrero para los años bisiestos: la sociedad del siglo xv tendía a economizar todo lo posible, resultando más barato y fiable realizar muescas en el calendario cada cuatro años el 28 de febrero que adquirir un mecanismo nuevo más complicado y susceptible de averías que tuviese en cuenta un año de 366 días. A continuación de los números, en el 6.º anillo, aparece una letra; cada número posee una letra de la A a la G ya que estas representan las letras de los días de la semana (letras dominicales), de modo que del 1 al 7 de enero figuran las letras A, B, C, D, E, F y G, correspondiéndole al día 8 otra vez la letra A y así sucesivamente. Por su parte, el 7.º anillo contiene el calendario de los santos y los días festivos, estando los más importantes marcados en rojo, mientras que el 8.º anillo indica la hora del amanecer para dos días; la Nochevieja constituye una excepción puesto que este día posee su propia hora para la salida del Sol (8:31), existiendo en consecuencia un total de 183 horas para los 365 días del año. Cabe destacar que el amanecer se lleva indicando desde 1643, detalle que alberga correlaciones históricas con el reloj astronómico de Lübeck, el cual lleva mostrando esta información desde 1562. Las horas para la salida del Sol en el reloj de Rostock varían a lo largo del año desde las 3:38 hasta las 8:31; estas horas son locales ya que cuando se introdujeron los datos del calendario anterior todavía no existía la Hora Central Europea (CET), trasladándose esta circunstancia al calendario actual, por lo que si se tiene en cuenta la hora de la puesta del Sol la duración de la luz del día queda comprendida entre 17 y 7 horas, durando la noche de 7 a 17 horas, hecho plasmado en el centro del calendario, cubierto por un disco con dos aberturas ovales a los lados y dos manecillas con una mano cada una en el centro; los dedos índice de ambas manos señalan respectivamente la duración de la luz solar a la izquierda y la duración de la noche a la derecha, pudiendo leerse junto a los orificios: «Allhier sieht man zu aller frist»/«wie lang' der Tag von stunde ist» («aquí se puede ver en cualquier momento»/«cuánto dura el día por horas») y «Allhier wird dir auch fürgebracht»/«wie lang' von stunde ist die nacht» («aquí también se le muestra»/«cuánto tiempo dura la noche»).
En lo tocante al grupo de anillos interiores, la información mostrada se halla comprendida entre los años 2018 y 2150, los cuales figuran alineados en el 10.º anillo desde fuera hacia dentro. Los datos proporcionados en los anillos 9.º, 11.º, 12.º y 13.º son respectivamente el número áureo, la letra dominical, el ciclo solar y la indicción: para 2018 el número áureo es 5 y la letra dominical G, representando este año el undécimo en el ciclo solar y el undécimo según la indicción, impuesta por el emperador Constantino I en 312. En el caso de las letras dominicales, indispensables para determinar la fecha de Pascua, los años bisiestos cuentan con dos: la exterior señala los meses de enero y febrero mientras que la interior muestra el periodo comprendido entre marzo y diciembre. Por su parte, el ciclo solar posee dígitos del 1 al 28, empezando el calendario de un año bisiesto nuevamente después de 28 años, motivo por el que los datos de 2020 son similares a los de 2048 y estos a los de 2076. En lo tocante a la indicción, esta consiste en una franja numérica del 1 al 15 según la cual, mediante un sencillo cálculo, se puede obtener el conocido como «año de indicción»; esta fórmula, usada originalmente por Constantino para exigir tributos, se empleó para indicar las fechas aproximadamente hasta 1500. En el 14.º anillo se muestra el intervalo entre la Navidad y el Martes de Carnaval: mientras que la Navidad cae siempre el 25 de diciembre, el Martes de Carnaval varía en función de la Pascua, la cual puede tener lugar entre el 22 de marzo y el 25 de abril (siempre 48 días después del Martes de Carnaval). Por último, el 15.º anillo contiene las fechas más destacadas según el calendario medieval.

#### Autómatas
Encima del cuadrante se hallan los autómatas y la iconografía del reloj. En el centro, sobre una plataforma semicircular, se ubica una talla de Cristo como Redentor cortada a la altura de las rodillas, hallándose a ambos lados una serie de pilastras y arcos de medio punto; bajo estos arcos aparecen seis apóstoles (cuatro en el frente y dos en los laterales), surgiendo a las 12:00 y a las 00:00 horas el resto de los discípulos (Pedro, Juan, Santiago el Menor, Santiago el Mayor, Pablo y Judas Iscariote): estos desfilan de derecha a izquierda sujetos a un engranaje circular al tiempo que Jesús sube y baja el brazo derecho en actitud de bendecir cuando estos pasan frente a él y se giran para mirarle, desapareciendo a través de una puerta la cual se cierra justo antes de que Judas pueda pasar por ella, quedando fuera en señal de rechazo y exclusión por haber traicionado a Cristo, quien no le bendice cuando este pasa frente a él (Judas se caracteriza además por sostener una bolsa representando las 30 monedas de plata y por no girarse para mirar a Cristo en ningún momento). En la cúspide del reloj destaca una estructura mixtilínea decorada por una torre de tres pisos (la cual alberga las campanas del carillón) así como por cuatro ángeles y dos ornamentos triangulares con más figuras angelicales y tallas de Adán y Eva, todo ello instalado durante la restauración de 1641-1643 para reemplazar el diseño original, el cual resulta desconocido.

### Interior
En el interior del reloj se aloja la maquinaria, fechada en su mayoría en 1472 y dividida en tres pisos; cuenta con seis movimientos o mecanismos de los cuales cinco se accionan dándoseles cuerda a mano, cuatro de ellos todos los días (operación ejecutada por el sacristán y un equipo de voluntarios), mientras que al calendario se le da cuerda una vez al mes. El movimiento o mecanismo principal, de 62 kilos de peso, constituye el «corazón del reloj» puesto que cada uno de los movimientos de la maquinaria es operado desde ahí. Este mecanismo se encuentra alojado en un marco forjado a mano de 162 × 122 × 79 cm, conectando los calzos de hierro las 29 secciones más grandes de este marco. Desde 1710 esta parte de la maquinaria cuenta con un escape de áncora debido a que el rector del templo, Hinrich Hoppe, decidió sustituir el escape original por uno moderno. El péndulo, de aproximadamente tres metros de largo, produce una oscilación cada tres segundos mientras que la rueda dentada del áncora (con 20 dientes) gira una vez por minuto. Un accionamiento de válvula con diez pasadores en el eje de la rueda dentada de anclaje tiene acoplada otra rueda dentada con 50 dientes que gira una vez cada 5 minutos; esta rueda mueve la rueda dentada de la hora y después la rueda dentada del día mediante accionamientos de válvula con 12 alfileres cada uno. La rueda dentada del día opera el eje de la manecilla, el cual se cruza con el péndulo, motivo por el que este se dobla en esta zona, hallándose colocada en el eje una rueda con un total de 12 dientes y siendo este el lugar desde donde se produce el movimiento del mecanismo: por medio de accionamientos de rodillos y ruedas dentadas, primero se opera la rueda dentada de la semana y después la rueda dentada del año y la rueda dentada del mes. La rueda dentada del año y la rueda dentada del mes se hallan conectadas a los discos del Sol y de la Luna mediante tubos de metal colocados de forma concéntrica en el eje de la manecilla.
La reconstrucción de la maquinaria entre 1641 y 1643 fue aprovechada por Borchardt para eliminar un mecanismo de sonería para las horas el cual llevaba mucho tiempo inoperativo y que originalmente accionaba la campana de la torre mediante un cable; este método de conexión entre reloj y campana se halló presente también en el reloj de Lübeck hasta 1754: es posible que tanto allí como en Rostock la larga conexión entre ambos elementos tendiese a fallar, lo que explica que en esta última ciudad se pidiese a Borchardt la fabricación de una sonería independiente (en la actualidad aún puede verse el antiguo emplazamiento del mecanismo para dar las horas). En origen tanto la sonería como el mecanismo principal se hallaban ubicados en un mismo marco sobre una viga de roble, exhibiendo el marco actual varias áreas con marcas de cinceles (tales como orificios y muescas) y en general múltiples señales de uso, muestra de que la estructura se redujo para su adaptación: resulta probable que Düringer emplease fragmentos del marco del reloj de 1379 para el mecanismo de 1472, procedimiento muy común en aquel entonces con las piezas de hierro forjadas a mano.

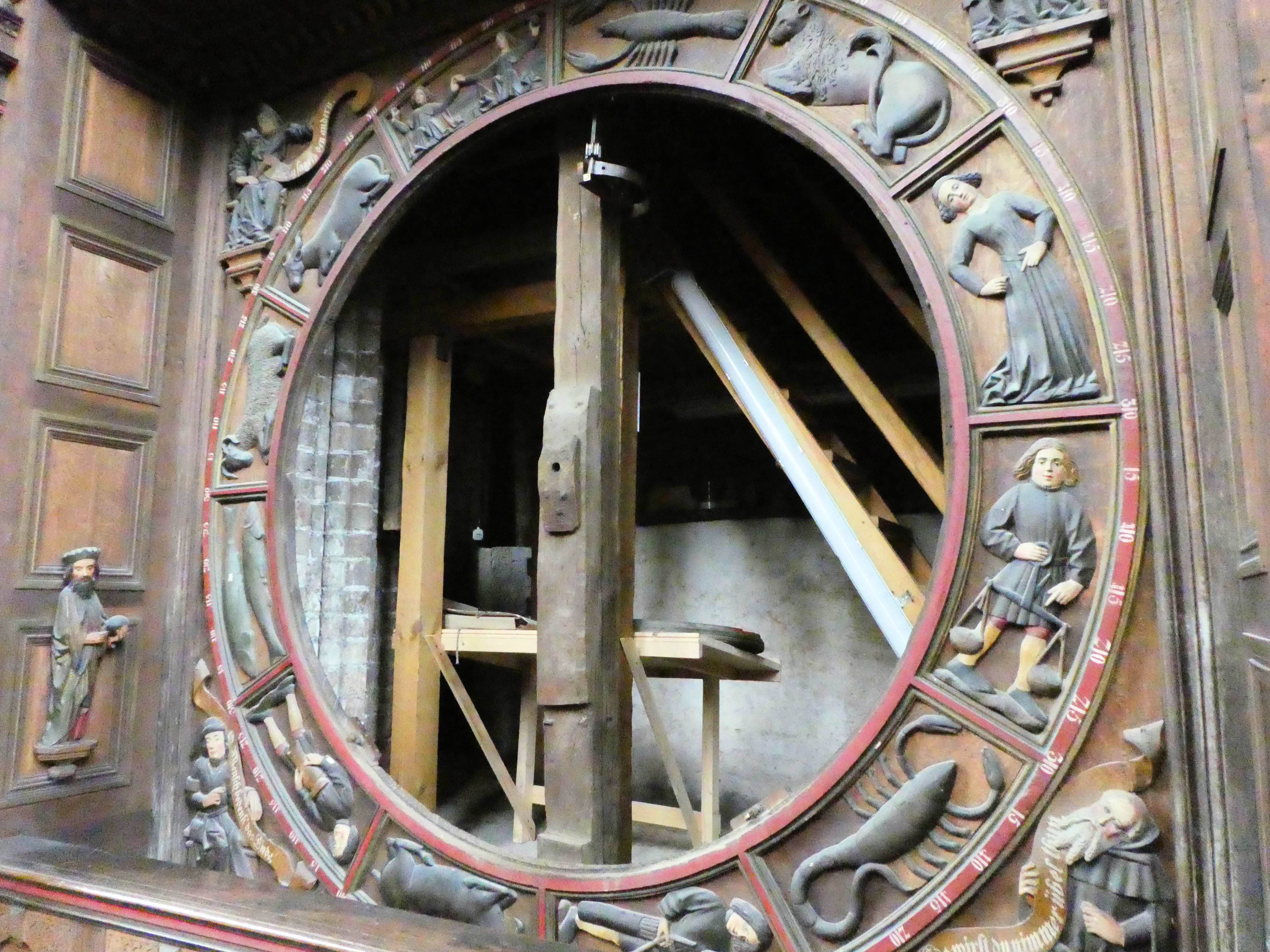
Interior del área del calendario.

Las varillas que indican la posición del Sol y las fases de la Luna (carentes de empuje propio) son activadas por un movimiento principal consistente en la acción de cinco ruedas dentadas y cuatro piñones, moviéndose de acuerdo con el ritmo del mes (27,32 días) y el año (365 días) respectivamente. En lo tocante a la manecilla que señala la hora, esta está directamente conectada con la rueda dentada del movimiento principal: este piñón cuenta con 288 dientes y alberga una clavija responsable del accionamiento del calendario, el cual arranca a medianoche a través de un cable conectado a un mecanismo de palanca. El calendario se mueve 1° cada día (aproximadamente 360° en 365 días) debido a que en la parte posterior se halla fijada una corona que contiene 365 dientes la cual se mueve un diente con cada arranque del calendario. Pese a fecharse en 1472, existe la posibilidad de que el mecanismo del calendario perteneciese al reloj primitivo, lo que situaría su creación en 1379, convirtiéndolo en uno de los más antiguos del mundo que se conservan. La rueda dentada para las horas contiene 144 dientes y una clavija que acciona el mecanismo de las horas en la parte superior, construido por Borchardt entre 1641 y 1643. Este mecanismo también funciona mediante cable y un sistema de palanca en ángulo, haciendo sonar una pequeña campana cada hora (en total 156 veces al día).
Por su parte, el carillón, obra también de Borchardt, se encuentra dentro de un marco de hierro junto al mecanismo de las horas, lo que indica que ambos elementos fueron creados de forma simultánea. Borchardt fundió además las campanas del carillón (restauradas en 1885) ya que en la factura de la restauración de 1641-1643 se puede leer el siguiente mensaje debajo de la fecha del 19 de octubre de 1641: «Maestro Lorentzen, quien fundió las campanas para el reloj cantor, lo honra por ello, con mi colega consensuado con 15 florines». El carillón se acciona inmediatamente después de que el reloj dé las horas: funciona en torno a un minuto y hace girar un rodillo de metal compuesto de alfileres. Este rodillo, de aproximadamente 78 cm de diámetro, tiene 27 cm de ancho y se asemeja al tambor de una lavadora. En 129 filas atravesadas por otras 28 (en la actualidad se utilizan 23 de ellas) hay 3612 agujeros cuadrados, dentro de los cuales se pueden disponer alfileres. Por encima de las 23 filas de agujeros utilizados hay ángulos de metal: cuando el tambor se mueve, los alfileres golpean estos ángulos y, por medio de un alambre y varias palancas en ángulo, se golpean una serie de campanas con un diámetro de entre 12,5 y 27 cm. La posición de los alfileres en las filas de agujeros determina qué campanas sonarán, mientras que la distancia de los alfileres en las filas establece a su vez la distancia de los tonos, produciendo la progresión de los alfileres la melodía (cada cierto tiempo los alfileres son cambiados por el organista en función de los requisitos del año cristiano). Durante la restauración de 1974-1977 Gummelt instaló un dispositivo capaz de interrumpir el carillón y el mecanismo que acciona las campanas de las horas entre eventos y conciertos con el fin de evitar solapamientos. Por último, en lo que respecta al mecanismo de los autómatas, este se halla situado en una balaustrada detrás del carillón y entra en funcionamiento a las 12:00 y a las 00:00 horas, momento en que las puertas ubicadas a ambos lados de la plataforma semicircular donde se halla la imagen de Cristo se abren y seis figuras desfilan sobre soportes de metal que golpean alfileres, gracias a lo cual cinco de ellas giran sobre su propio eje a medida que se desplazan. Al igual que el mecanismo del calendario, este está fechado en 1472 aunque podría datar de 1379.

## Asociación
El reloj astronómico de Rostock cuenta con una asociación creada oficialmente en 2022 (aunque puesta en marcha en 2009 a modo de iniciativa privada) y denominada Astronomische Uhr Rostock von 1472 e.V.; esta asociación está integrada por Wolfgang Fehlberg (presidente), Michael Bräuer (vicepresidente), Fedor Mitschke (secretario) y Thom Thielk (tesorero). Con ocasión del 550.º aniversario del reloj, se organizó en Rostock un simposio internacional en octubre de 2022 (ya se había celebrado otro en 2012), siendo uno de los principales objetivos de la asociación el que el reloj sea declarado Patrimonio de la Humanidad, motivo por el que se lanzó, con el apoyo del Estado de Mecklemburgo-Pomerania Occidental, una propuesta a la Conferencia de Ministros de Educación (KMK) para su inclusión en la lista de candidatos en el otoño de 2021, siendo el reloj inspeccionado por una comisión encargada por la KMK en 2022, aunque finalmente sería descartado en diciembre de 2023.